# エーレス・ランドストレム
エーレス・ランドストレム（Eeles Enok Landström、1932年1月3日 - 2022年6月29日）は、フィンランドの陸上競技選手。1950年代に活躍した棒高跳の選手。1960年ローマオリンピックの銅メダリストである。西スオミ州ピルカンマー県ビーアラ出身。

## 経歴
ランドストレムは、1952年ヘルシンキオリンピックでは十種競技に出場し、5694ポイントで14位に終わる。しかし、十種競技の種目の中でも棒高跳では、出場した選手の中ではもっともよい記録（4m20）であった。ランドストレムは1952年以降、国際大会では棒高跳のみ出場した。
1954年のヨーロッパ選手権では、4m40でスウェーデンのラグナル・ルンドベリと同記録であったが、試技数の関係でランドストレムが金メダルを獲得した。2年後の1956年メルボルンオリンピックでは4m25にとどまり、順位も7位であった。
1958年のヨーロッパ選手権では4m50で、東ドイツのマンフレート・プロイスガー、ソ連のウラジミール・ブラトフと記録では並んだが、4年前と同じく金メダルを獲得した。ちょうどこの当時、棒高跳のポールの素材が金属性ポールから、グラスファイバー製ポールに移行しつつある時期であった。ランドストレムはアメリカからいち早く新しいポールを取り寄せ使用し始めた。1960年ローマオリンピックでは、4m55でアメリカのドン・ブラッグ、ロナルド・モリスに次いで銅メダルを獲得した。
その後、ランドストレムは1966年から1971年までフィンランドの国会議員。1967年からはフィンランド国営放送の経営委員としても活躍した。
2022年6月29日、90歳で死去。

## 主な実績
| 年   | 大会                 | 場所                         | 種目     | 結果 | 記録   |
| ---- | -------------------- | ---------------------------- | -------- | ---- | ------ |
| 1952 | オリンピック         | ヘルシンキ(フィンランド)     | 十種競技 | 14位 | 5694pt |
| 1954 | ヨーロッパ陸上選手権 | ベルン(スイス)               | 棒高跳   | 1位  | 4m40   |
| 1956 | オリンピック         | メルボルン(オーストラリア)   | 棒高跳   | 7位  | 4m25   |
| 1958 | ヨーロッパ陸上選手権 | ストックホルム(スウェーデン) | 棒高跳   | 1位  | 4m50   |
| 1960 | オリンピック         | ローマ(イタリア)             | 棒高跳   | 3位  | 4m55   |